# جورج د. موراي
جورج د. موراي (بالإنجليزية: George D. Murray)‏ هو ضابط أمريكي، ولد في 6 يوليو 1889 في بوسطن في الولايات المتحدة، وتوفي في 18 يونيو 1956 في سان فرانسيسكو في الولايات المتحدة.